# Kamienica przy ulicy Józefa Dietla 111 w Krakowie
Kamienica przy ulicy Józefa Dietla 111 – zabytkowa kamienica znajdująca się w Krakowie, w dzielnicy I przy ulicy Józefa Dietla, na Wesołej.
Kamienica została wzniesiony w latach 1886–1887 według projektu architekta Karola Knausa. W 1913 roku budynek został przebudowany pod projektem Aleksandra Biborskiego. Około 1967 roku odbył się remont budynku.
6 kwietnia 1988 kamienica została wpisana do rejestru zabytków. Znajduje się także w gminnej ewidencji zabytków.